# Dennis Quaid
Pour les articles homonymes, voir Quaid.
Dennis Quaid est un acteur américain, né le 9 avril 1954 à Houston, au Texas.

## Biographie
Il est élevé dans la foi chrétienne baptiste.

### Carrière
Dennis William Quaid est révélé par le film L'Étoffe des héros en 1983, où il incarne l'un des astronautes du programme Mercury. Il devient dès lors l'un des jeunes acteurs les plus prometteurs des années 1980, grâce à son sourire ravageur et sa fougue rafraîchissante.
Il confirme son ascension avec la production de Steven Spielberg :  L'Aventure intérieure en 1987. Sur le tournage, il rencontre l'actrice Meg Ryan. Leur histoire d'amour sera très médiatisée.
En 1989, il interprète le rockeur Jerry Lee Lewis dans le biopic Great Balls of Fire!.
Il enchaîne avec réussite des films très diversifiés : le western (Wyatt Earp), le drame (Flesh + Bone), la comédie romantique (Amour et mensonges), et le fantastique (Cœur de dragon).
Il est ensuite dirigé par Oliver Stone dans L'Enfer du dimanche, Steven Soderbergh dans Traffic ou encore Todd Haynes dans Loin du paradis.
Après quelques échecs et un divorce, il relance sa carrière avec des films familiaux produits par Walt Disney Studios comme A nous Quatre et Rêve de champion.
Il cartonne dans le film Le Jour d'après en 2004. En revanche, les remakes de Alamo et Le vol du Phénix ne connaissent pas le succès.
On le retrouve dans la comédie Une famille deux en un et dans l'adaptation cinéma de G.I Joe.
À partir de 2010, on le voit régulièrement à la télévision. Dans un téléfilm pour HBO tout d'abord, The Special Relationship, dans lequel il incarne Bill Clinton, puis dans les séries Vegas et The Art of More (une saison chacune).

### Vie privée et engagement
Dennis Quaid est le frère cadet de l'acteur Randy Quaid.
Le 25 novembre 1978, Dennis Quaid épouse l'actrice et productrice américaine P. J. Soles, au bout de quelques mois de relation. Ils divorcent le 23 janvier 1983. Quaid fréquente par la suite l'actrice américaine Lea Thompson, rencontrée sur le tournage des Dents de la mer 3, de 1983 à 1987.
Le 14 février 1991, il épouse l'actrice américaine Meg Ryan, qu'il fréquente depuis 1988. Ensemble, ils ont un fils, prénommé Jack Henry Quaid (né le 24 avril 1992), qui est également acteur. Après s'être séparés en juin 2000, Quaid et Ryan divorcent le 16 juillet 2001.
Le 4 juillet 2004, Dennis Quaid épouse Kimberly Buffington (née le 17 octobre 1971), agent immobilier de son état. Ensemble, ils ont  des jumeaux par l'entremise d'une mère porteuse : Thomas Boone et Zoe Grace (nés le 8 novembre 2007). En mars 2012, Buffington demande une première fois le divorce ; cependant, le couple annule la procédure de divorce en avril 2012. Ils déménagent en Californie mais à l’automne, l’un et l’autre entament une nouvelle procédure de divorce ; ils se rétractent à nouveau à la fin de l’été 2013. Au début de l’été 2016, ils publient un communiqué commun annonçant leur séparation — cette fois définitive. Le divorce est prononcé le 27 avril 2018.
En juin 2020, l'acteur se marie pour la quatrième fois. Dennis Quaid épouse Laura Savoie, une jeune doctorante de 27 ans. Le couple s'est marié dans un hôtel luxueux à Santa Barbara.
Il soutient Donald Trump lors de l'élection présidentielle américaine de 2024.

## Filmographie
Sauf indication contraire, les informations mentionnées dans cette section peuvent être confirmées par la base de données cinématographiques IMDb,  présente dans la section « Liens externes ».

### Cinéma

#### Années 1970-1980
- 1975 : Crazy Mama de Jonathan Demme : Bellhop (non crédité)
- 1977 : September 30, 1955 de James Bridges : Frank
- 1977 : Jamais je ne t'ai promis un jardin de roses (I Never Promised You a Rose Garden) d'Anthony Page : Shark, lanceur de baseball
- 1978 : Our Winning Season de Joseph Ruben : Paul Morelli
- 1978 : L'amour libre au collège (The Seniors) de Rodney Amateau : Alan
- 1979 : La Bande des quatre (Breaking Away) de Peter Yates : Mike
- 1980 : Le Gang des frères James (The Long Riders) de Walter Hill : Ed Miller
- 1980 : Gorp de Joseph Ruben :  Mad Grossman
- 1981 : La Vie en mauve (All Night Long) de Jean-Claude Tramont : Freddie Dupler
- 1981 : L'Homme des cavernes (Caveman) de Carl Gottlieb : Lar
- 1981 : Accroche-toi Nashville (The Night the Lights Went Out in Georgia) de Ronald F. Maxwell :  Travis Child
- 1981 : Les Bleus (Striples) d'Ivan Reitman : un diplômé à la remise (non crédité)
- 1983 : La Force de vaincre (Tough Enough) de Richard Fleischer : Art Long
- 1983 : Les Dents de la mer 3 (Jaws 3-D) de Joe Alves : Mike Brody
- 1983 : L'Étoffe des héros (The Right Stuff) de Philip Kaufman : Gordon Cooper
- 1984 : Dreamscape de Joseph Ruben : Alex Gardner
- 1985 : Enemy (Enemy Mine) de Wolfgang Petersen : Davidge
- 1987 : Big Easy : Le Flic de mon cœur (The Big Easy) de Jim McBride : Remy McSwain
- 1987 : L'Aventure intérieure (Innerspace) de Joe Dante : Lt. Tuck Pendleton
- 1987 : Suspect dangereux (Suspect) de Peter Yates : Eddie Sanger
- 1988 : Mort à l'arrivée (D.O.A.) d'Annabel Jankel et Rocky Morton : Dexter Cornell
- 1988 : Everybody's All-American de Taylor Hackford : Gavin Grey
- 1989 : Great Balls of Fire! de Jim McBride : Jerry Lee Lewis

#### Années 1990
- 1990 : Bienvenue au Paradis (Come See the Paradise) d'Alan Parker : Jack McGurn
- 1990 : Bons baisers d'Hollywood (Postcards from the Edge) de Mike Nichols : Jack Faulkner
- 1993 : Mise à feu (Wilder Napalm) de Glenn Gordon Caron : Wallace Foudroyant
- 1993 : Pas de vacances pour les Blues (Undercover Blues) de Herbert Ross : Jeff Blue
- 1993 : Flesh and Bone de Steven Kloves : Arlis Sweeney
- 1994 : Wyatt Earp de Lawrence Kasdan : Doc Holliday
- 1995 : Amour et Mensonges (Something to Talk About) de Lasse Hallström : Eddie Bichon
- 1996 : Cœur de dragon (Dragonheart) de Rob Cohen : Bowen
- 1997 : Flics sans scrupules (Gang Related) de Jim Kouf : Joe Doe / William
- 1997 : La Piste du tueur (Switchback) de Jeb Stuart :  Frank LaCrosse
- 1998 : Savior de Predrag Antonijević : Joshua Rose / Guy
- 1998 : À nous quatre (The Parent Trap) de Nancy Meyers : Nick Parker
- 1998 : La Carte du cœur (Playing by Heart) de Willard Carroll : Hugh
- 1999 : L'Enfer du dimanche (Any Given Sunday) d'Oliver Stone : Jack « Cap » Rooney

#### Années 2000
- 2000 : Fréquence interdite (Frequency) de Gregory Hoblit : Frank Sullivan
- 2000 : Traffic de Steven Soderbergh : Arnie Metzger
- 2002 : Rêve de champion (The Rookie) de John Lee Hancock : Jimmy Morris
- 2002 : Loin du paradis (Far from Heaven) de Todd Haynes : Frank Whitaker
- 2003 : La Gorge du diable (Cold Creek Manor) de Mike Figgis : Cooper Tilson
- 2004 : Alamo de John Lee Hancock : Samuel Houston
- 2004 : Le Jour d'après (The Day After Tomorrow) de Roland Emmerich : Jack Hall
- 2004 : En bonne compagnie (In Good Company) de Paul Weitz : Dan
- 2004 : Le Vol du Phœnix (Flight of the Phoenix) de John Moore : Frank Towns
- 2005 : Une famille 2 en 1 (Yours, Mine and Ours) de Raja Gosnell : Frank Beardsley
- 2006 : American Dreamz de Paul Weitz : le président John Staton
- 2008 : Smart People de Noam Murro : Lawrence Wetherhold
- 2008 : Angles d'attaque (Vantage Point) de Pete Travis : Thomas Barnes
- 2008 : The Express de Gary Fleder : Ben Schwartzwalder
- 2008 : Les Cavaliers de l'Apocalypse (Horsemen) de Jonas Åkerlund : Aidan Breslin
- 2009 : G.I. Joe : Le Réveil du Cobra (G.I. Joe: The Rise of Cobra) de Stephen Sommers : le général Hawk
- 2009 : Pandorum de Christian Alvart : Payton

#### Années 2010
- 2010 : Légion (Legion) de Scott Stewart : Bob Hanson
- 2011 : Soul Surfer de Sean McNamara : Tom Hamilton
- 2011 : Footloose de Craig Brewer : le révérend Shaw Moore
- 2011 : Nuits noires (Beneath the Darkness) de Martin Guigui : Vaughn Ely
- 2012 : Ce qui vous attend si vous attendez un enfant (What to Expect When You're Expecting) de Kirk Jones : Ramsey
- 2012 : Love Coach (Playing for Keeps) de Gabriele Muccino : Carl
- 2012 : The Words de Brian Klugman et Lee Sternthal : Clay Hammond
- 2012 : At Any Price de Ramin Bahrani : Henry Whipple
- 2013 : My Movie Project (Movie 43) - segment The Pitch de Peter Farrelly : Charlie Wessler
- 2015 : Truth : Le Prix de la vérité (Truth) de James Vanderbilt : Lt. Col. Roger Charles
- 2017 : Mes vies de chien (A Dog's Purpose) de Lasse Hallström : Ethan, adulte
- 2018 : La Voix du pardon (I Can Only Imagine) d'Andrew et Jon Erwin : Arthur
- 2018 : Kin : Le Commencement (Kin) de Jonathan et Josh Baker : Hal Solinski
- 2019 : Pretenders de James Franco : Joe
- 2019 : Intrusion (The Intruder) de Deon Taylor : Charlie Peck
- 2019 : Mes autres vies de chien (A Dog's Journey) de Gail Mancuso : Ethan
- 2019 : Midway de Roland Emmerich : le vice-amiral William F. Halsey

#### Années 2020
- 2021 : Born a Champion de Alex Ranarivelo : Mason
- 2021 : Blue Miracle de Julio Quintana : Wade
- 2021 : American Underdog d'Andrew et Jon Erwin : Dick Vermeil
- 2022 : The Tiger Rising de Ray Giarratana : Beauchamp
- 2023 : On a Wing and a Prayer de Sean McNamara : Doug White
- 2023 : The Hill de Jeff Celentano : James Hill
- 2024 : Reagan de Sean McNamara : Ronald Reagan
- 2024 : The Long Game de Julio Quintana : Frank Mitchell
- 2024 : The Substance de Coralie Fargeat : Harvey
- 2025 : Littlemouth de Jonathan Sobol
- 2025 : Sovereign de Christian Swegal : le chef John Bouchart

### Télévision
Téléfilms
- 1978 : Are You in the House Alone?, de Walter Grauman
- 1979 : Amateur Night at the Dixie Bar and Grill, de Joel Schumacher
- 1981 : Bill, de Anthony Page
- 1982 : Johnny Belinda, de Anthony Page
- 1983 : Bill: On His Own, de Anthony Page
- 1998 : Everything That Rises, de Dennis Quaid
- 2001 : Dinner with Friends de Norman Jewison : Gabe
- 2010 : The Special Relationship, de Richard Loncraine

Séries télévisées
- 2012 - 2013 : Vegas, de James Mangold (21 épisodes)
- 2015 : The Art of More : Samuel Brukner (20 épisodes)
- 2017 : Fortitude : Michael Lennox (10 épisodes)
- 2018 : American Crime Story : George W. Bush (saison 3 : Katrina)
- 2019 : Merry Happy Whatever : Don Quinn (8 épisodes) Netflix
- 2019 : Goliath : Wade Blackwood (saison 3)
- 2023 : Full Circle : Jeff McCusker (6 épisodes)
- 2023 : Lawmen : L'histoire de Bass Reeves (Lawmen: Bass Reeves) : Sherrill Lynn (7 épisodes)
- 2025 : Happy Face :  Keith Hunter Jesperson dit "Happy Face" (8 épisodes) (Paramount+)

## Voix francophones
En France, Bernard Lanneau est la voix régulière de Dennis Quaid. Edgar Givry l'a également doublé à quatre reprises.
Au Québec, l'acteur est principalement doublé par Hubert Gagnon, jusqu'au décès de ce dernier. 